# (4361) Nezhdanova
(4361) Nezhdanova est un astéroïde de la ceinture principale.

## Description
(4361) Nezhdanova est un astéroïde de la ceinture principale. Il fut découvert le 9 octobre 1977 à Nauchnyj par Lioudmila Tchernykh. Il présente une orbite caractérisée par un demi-grand axe de 3,15 UA, une excentricité de 0,16 et une inclinaison de 2,7° par rapport à l'écliptique.

## Compléments